# Szürke vészmadár
A szürke vészmadár (Ardenna grisea) a madarak (Aves) osztályának a viharmadár-alakúak (Procellariiformes) rendjébe, ezen belül a viharmadárfélék (Procellariidae) családjába tartozó faj.

## Származása, előfordulása
Korábban a Puffinus nembe sorolták, de a mitokondriális DNS-vizsgálatok eredményeként hat további fajjal áthelyezték az újrahasznosított Ardenna nembe.
Új-Zéland, Ausztrália és Chile, valamint a Falkland-szigetek partvidékén és szigetein költ, majd északra vonul, és eközben egy nap akár 1600 kilométert is megtehet. Az óceánok nagy részén előfordul, kivéve a hideg északot és délt, valamint az Indiai-óceán északi részét.

## Megjelenése, felépítése
Testhossza 45–55 centiméter, szárnyfesztávolsága pedig 100 centiméter. Háti oldala sötét koromszínű, hasi oldala világosabb szürkés, evezői és kormánytollai feketésbarnák.
|  |

## Életmódja, élőhelye
Halakkat, rákokat és tintahalakat eszik. Szívesebben zsákmányol a víz felszínén, de le is merül, ha kell, és eközben szárnyival hajtja magát. A 2020-as évekig dokumentált merülési rekordja 67 m.

### Szaporodása
Sziklás földnyelveken és szigeteken fészkel. Egy alkalommal csak egy tojást rak, és azon 54 napig kotlik. Nappal vadászik és éjszaka tér vissza a fiókáknak szánt élelemmel.